# Ритисма кленовая
Ритисма кленовая (лат. Rhytisma acerinum) — вид грибов семейства ритисмовые (лат. Rhytismaceae) отдела аскомицеты (лат. Ascomycota).
По классификации А. Л. Тахтаджяна относится к роду ритисма семейства фацидиевые порядка фацидиевые подкласса эуаскомицеты класса аскомицеты. Вызывает болезнь клёнов под названием «чёрная пятнистость»: летом листья заболевших клёнов покрываются чёрными пятнами и рано опадают, что может представлять опасность для деревьев, особенно молодых. Меры борьбы — уборка опавших листьев, на которых гриб зимует и продолжает развитие весной.